# Морський гідрофізичний журнал
«Морськи́й гідрофізи́чний журна́л» (рос. Морской гидрофизический журнал; англ. Physical Oceanography) — загальнодержавний науковий журнал, що видається Морським гідрофізичним інститутом НАН України з 1985 року з періодичністю 6 разів на рік.
В журналі висвітлюються проблеми океанології, супутникової гідрофізики, гідрофізичного приладобудування, математичного моделювання морських систем, екології.
Журнал видається російською мовою та перекладається і видається англійською мовою під назвою «Physical Oceanography».
Видання відображається в реферативній базі даних «Україніка наукова».
Морський гідрофізичний журнал включено до Переліку наукових фахових видань України, в яких можуть публікуватися результати дисертаційних робіт на здобуття наукових ступенів доктора і кандидата наук (згідно з переліками N 1 — N 21, затвердженими постановами президії ВАК України.
Журнал представлено в каталозі Державного підприємства по розповсюдженню періодичних видань «Преса» (Індекс 70589). Вартість передплати на 2010 рік становила 30,54 грн.
Після анексії Криму Росією у 2014 році, Морський гідрофізичний інститут НАН України, що видавав журнал, опинився в окупованому Севастополі. З 2015 року український журнал був зареєстрований як російське наукове видання у Федеральній службі Росії з нагляду у сфері зв'язку, інформаційних технологій і масових комунікацій. Також зареєстрований в Росії як мережеве видання з 2016 року.